# Vossemeer
Het Vossemeer is een Nederlands meer van 400 hectare groot dat onderdeel uitmaakt van de Randmeren Noord van het IJsselmeer (de twee andere Randmeren Noord zijn het Zwarte Meer en het Ketelmeer). Het heeft een gemiddelde diepte van circa 2,4 meter.

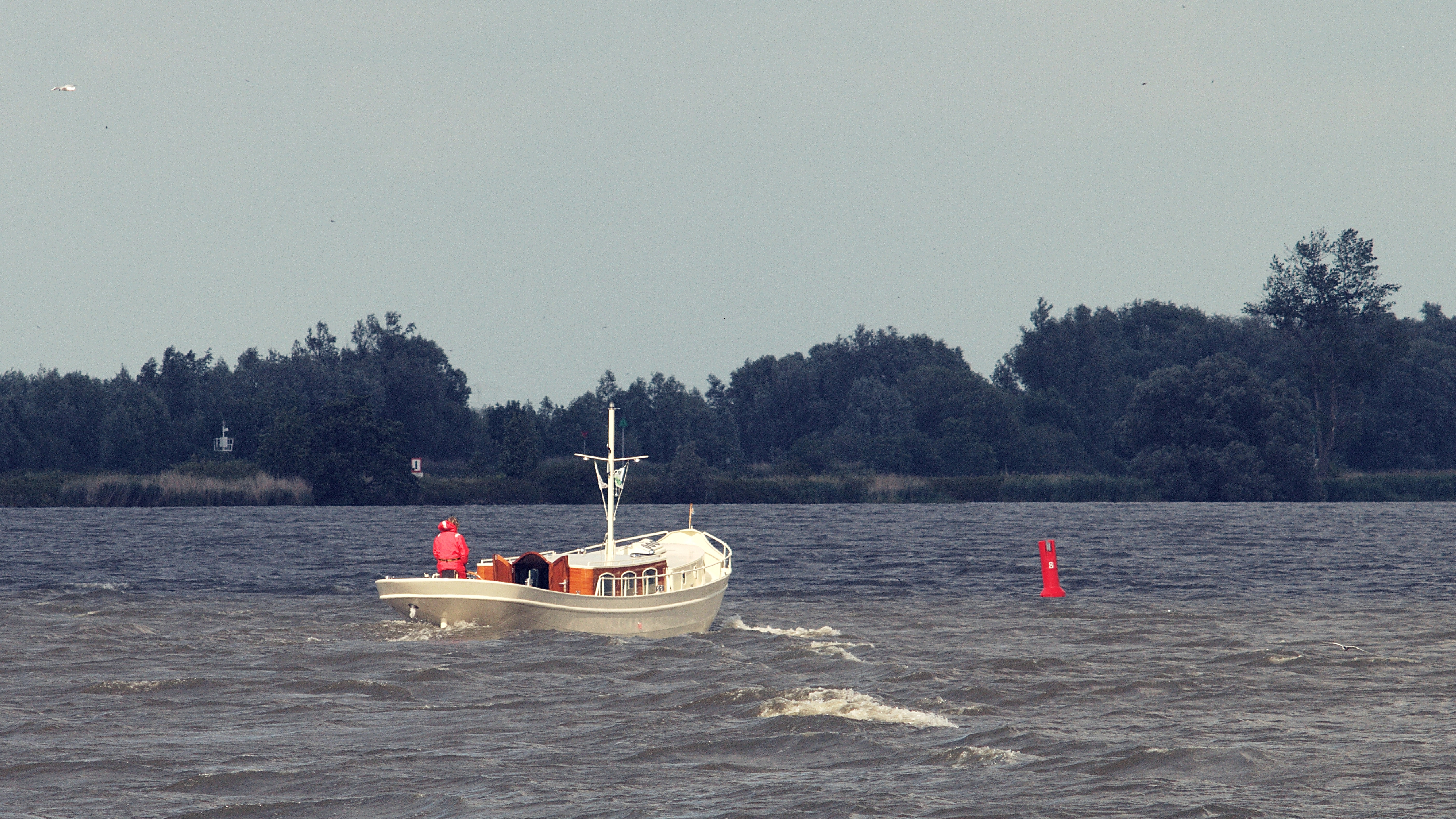
Het Vossemeer

Het Vossemeer ligt tussen de provincies Flevoland en Overijssel en grenst aan de gemeenten Dronten en Kampen. Naar het zuiden toe staat het in verbinding met het Drontermeer. De grens ligt in het zuiden ter plaatse van de Roggebotbrug met de N307. Hier lag tot 2023 de Roggebotsluis. In het noorden wordt het meer gegrensd door  het Ketelmeer (deze begint ten westen van het Keteldiep).
In het midden van het Vossemeer ligt een eiland, De Zwaan geheten. Het Vossemeer dateert van 1956, ten tijde van de droogmakerij van het toenmalige Oostelijk Flevoland. Naast dit eerder genoemde eiland liggen nog 6 grotere en enkele kleine onbewoonde eilanden in dit meer.
Deze eilanden worden beheerd door Staatsbosbeheer. 
Het Vossemeer vomt samen met het Ketelmeer het Natura 2000-gebied Ketelmeer & Vossemeer. 

## Scheepvaart
In het Vossemeer is een betonde en bebakende vaargeul die ook zo heet, geschikt voor schepen tot en met CEMT-klasse IV. De toegestane afmeting algemeen zijn 90 meter lang, 9½ meter breed en 2,6 meter diepgang. De maximale hoogte is 27,8 meter (hoogspanninglijn).